# هارة (بالا لاريجان)
هارة (بالفارسية: هاره) هي قرية تقع في إيران في قسم بالا لاریجان الريفي. يقدر عدد سكانها بـ 103 نسمة بحسب إحصاء 2016.